# Роботски мечти
„Роботски мечти“ (на английски: Robot Dreams) е испанско-френски анимационен трагикомичен филм от 2023 г. по сценарий и режисура на Пабло Бергер. Той е базиран на едноименния комикс, написан от Сара Варон през 2007 г. В този филм се разказва за вдъхновеното приятелство между куче и робот, които живеят в Манхатън, Ню Йорк през 1984 г. Филмът не съдържа диалог.
Световната премиера на филма се състои в международния кинофестивал „Кан“ на 21 май 2023 г. в секцията „Специални екранизации“. Получава наградата за най-добър филм в анимационния кинофестивал „Анси“ и е номиниран за награда „Оскар“ в категорията за най-добър анимационен филм.